# Recopa de Europa de baloncesto 1982-83
La Recopa de Europa de Baloncesto 1982-83 fue la decimoséptima edición de esta competición organizada por la FIBA que reunía a los campeones de las ediciones de copa de los países europeos. Tomaron parte 19 equipos, cuatro menos que en la edición precedente, proclamándose campeón el equipo italiano del Scavolini Pesaro, que lograba así su primer título en la competición, el sexto de un equipo italiano en las últimas siete ediciones. La final, en la que derrotó al ASVEL Lyon-Villeurbanne, se jugó en Palma de Mallorca.

## Participantes
| Austria         | 1 | Klosterneuburg   |
| Chipre          | 1 | AEL              |
| Checoslovaquia  | 1 | Inter Slovnaft   |
| Egipto          | 1 | Al-Zamalek       |
| Inglaterra      | 1 | Solent Stars     |
| Finlandia       | 1 | Pantterit        |
| Francia         | 1 | ASVEL            |
| Grecia          | 1 | PAOK             |
| Hungría         | 1 | Soproni MAFC     |
| Israel          | 1 | Hapoel Ramat Gan |
| Italia          | 1 | Scavolini Pesaro |
| Luxemburgo      | 1 | Etzella          |
| Países Bajos    | 1 | Nashua EBBC      |
| Unión Soviética | 1 | Stroitel         |
| España          | 1 | FC Barcelona     |
| Suecia          | 1 | Solna            |
| Suiza           | 1 | FV Lugano        |
| Turquía         | 1 | Beşiktaş         |
| Yugoslavia      | 1 | ZZI Olimpija     |

## Primera ronda
| Equipo 1   | Agr.    | Equipo 2       | Ida    | Vuelta |
| ---------- | ------- | -------------- | ------ | ------ |
| AEL        | 105–231 | PAOK           | 51–120 | 54–111 |
| Al-Zamalek | 130–201 | Solent Stars   | 60–80  | 70–121 |
| Pantterit  | 141–164 | Solna          | 66–75  | 75–89  |
| Etzella    | 178–219 | Klosterneuburg | 90–109 | 88–110 |
| Beşiktaş   | 126–160 | Soproni MAFC   | 61–74  | 65–86  |

## Segunda ronda
| Equipo 1       | Agr.    | Equipo 2         | Ida    | Vuelta  |
| -------------- | ------- | ---------------- | ------ | ------- |
| PAOK           | 155–157 | Hapoel Ramat Gan | 86–78  | 69–79   |
| Solent Stars   | 140–191 | Nashua EBBC      | 70–101 | 70–90   |
| ASVEL          | 201–172 | Solna            | 94–69  | 107–103 |
| Klosterneuburg | 157–175 | Inter Slovnaft   | 74–64  | 83–111  |
| Soproni MAFC   | 4–0*    | Stroitel         | 2–0    | 2–0     |
| FV Lugano      | 171–218 | Scavolini Pesaro | 95-114 | 76–104  |

*Stroitel se retiró antes de la primera vuelta, y el MAFC recibió un marcador de 2-0 en ambos partidos.
Clasificados automáticamente para la fase de cuartos de final
- ZZI Olimpija
- FC Barcelona

## Cuartos de final
Los cuartos de final se jugaron con un sistema de todos contra todos, divididos en dos grupos.
|  | Clasificados para semifinales |

|    | Equipo           | PJ | Pts | G | P | PF  | PC  | Dif. |
| -- | ---------------- | -- | --- | - | - | --- | --- | ---- |
| 1. | Scavolini Pesaro | 6  | 10  | 4 | 2 | 564 | 559 | +5   |
| 2. | Nashua EBBC      | 6  | 10  | 4 | 2 | 468 | 484 | -16  |
| 3. | FC Barcelona     | 6  | 9   | 3 | 3 | 567 | 531 | +36  |
| 4. | Hapoel Ramat Gan | 6  | 7   | 1 | 5 | 545 | 570 | -25  |

|    | Equipo         | PJ | Pts | G | P | PF  | PC  | Dif. |
| -- | -------------- | -- | --- | - | - | --- | --- | ---- |
| 1. | ASVEL          | 6  | 11  | 5 | 1 | 604 | 514 | +90  |
| 2. | ZZI Olimpija   | 6  | 10  | 4 | 2 | 577 | 560 | +17  |
| 3. | Inter Slovnaft | 6  | 8   | 2 | 4 | 544 | 565 | -21  |
| 4. | Soproni MAFC   | 6  | 7   | 1 | 5 | 479 | 565 | -86  |

## Semifinales
| Equipo 1         | Agr.    | Equipo 2     | Ida   | Vuelta |
| ---------------- | ------- | ------------ | ----- | ------ |
| Scavolini Pesaro | 204–170 | ZZI Olimpija | 97-78 | 107–92 |
| ASVEL            | 169–159 | Nashua EBBC  | 88–83 | 81-76  |

## Final
9 de marzo, Palacio Municipal de Deportes, Palma de Mallorca
| Equipo 1         | Resultado | Equipo 2 |
| ---------------- | --------- | -------- |
| Scavolini Pesaro | 111–99    | ASVEL    |

| 9 de marzo de 1983 | Scavolini Pesaro                  | 111–99      | ASVEL                            | |  |
|                    | Parciales: 52-50, 59-49           |             |                                  | |  |
|                    | Estadísticas Dragan Kićanović, 31 | Reporte Pts | Estadísticas Philip Szanyiel, 26 | Pabellón: Palacio Municipal de Deportes, Palma de Mallorca Asistencia: 4.000 espectadores Árbitros: Pedro Hernández Cabrera (ESP), Simon Mottard (ENG) |  |

| Campeón de la Recopa de Europa 1984–85 |
| -------------------------------------- |
| Scavolini Pesaro 1.er título           |